# Henry B. Ollendorff
Henry B. Ollendorff (auch: Ollendorf; geboren 14. März 1907 in Esslingen; gestorben 10. Februar 1979 in Cleveland, Ohio) war ein deutschstämmiger US-amerikanischer Jurist und Sozialarbeiter.

## Leben
Als Sohn eines zum christlichen Glauben konvertierten jüdischen Augenarztes in Esslingen geboren, wuchs Ollendorff in Darmstadt auf. In seiner Jugend war er Mitglied des Wandervogels, der  Freideutschen Jugend und der Sozialistischen Arbeiterjugend. Seit 1925 war er Mitglied der SPD. Er studierte von 1925 bis 1928 Rechtswissenschaft in Berlin und Heidelberg und wurde 1929 in Heidelberg promoviert. Von 1929 bis 1931 war er Vorsitzender des Republikanischen Studentenbundes.
Nach der nationalsozialistischen Machtübernahme wurde er aus dem juristischen Vorbereitungsdienst ausgeschlossen. 1937/38 kam er für 13 Monate in Einzelhaft und emigrierte im Jahr 1938 in die USA. Seine Frau folgte ihm 1939. Seine Stiefmutter wurde im KZ Auschwitz ermordet.
In Cleveland studierte er Sozialarbeit und arbeitete hierauf für unterprivilegierte Kinder in seiner neuen Heimat. Er wurde von der US-Regierung im Jahr 1954 nach Deutschland gesandt, um im Rahmen des Umerziehungsprogramms Kurse für deutsche Jugendleiter und Sozialarbeiter zu leiten. Die sehr erfolgreiche Tätigkeit führte dann zu einem – mittlerweile weltweiten – Austausch von Fachleuten aus dem sozialen Bereich und zur Gründung des Council of International Fellowship.

## Würdigung
Seit 2005 ist ein Platz in Darmstadt nach ihm benannt.